# Carlo Colucci

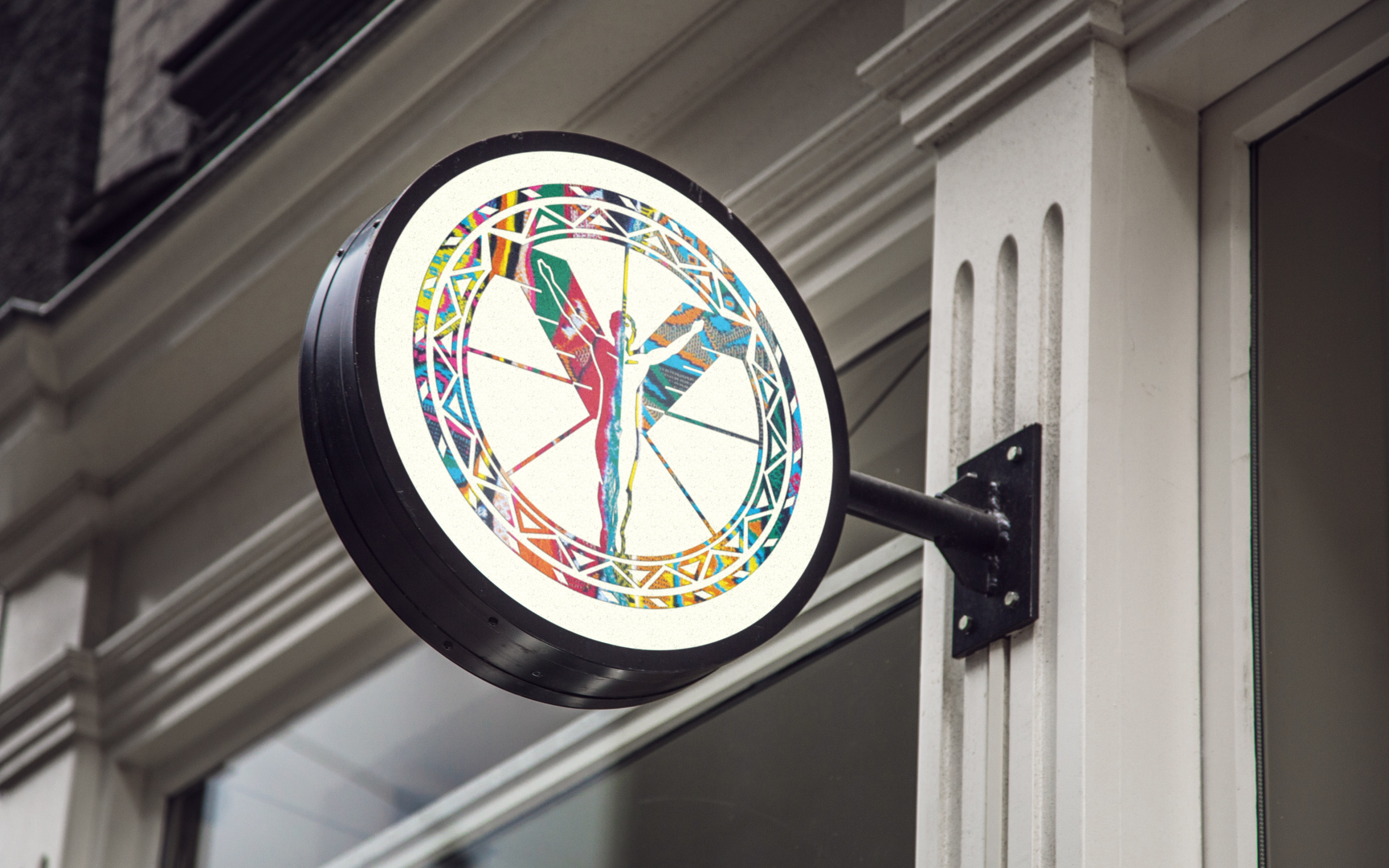
Signet auf einem Schild an einer Häuserfassade

Typischer Strickpullover

Carlo Colucci, ist eine internationale Marke für Damen-, Herren- und Kinderbekleidung, Kosmetik/Duftartikel, Accessoires und Heimtextilien. Die Marke wurde 1970 gegründet. Das Logo zeigt den Ikarus aus der griechischen Mythologie, eingebettet in einen Mäanderkranz. Die stilprägenden Strickpullover der Luxusmarke stechen durch Farbvielfalt und dreidimensionale Intarsien hervor.

## Geschichte
Im Jahr 1950 gründete Theo Nägelein in Franken die Bekleidungsfirma Nägelein oHG. Ende der 1970er Jahre wurde die Marke Carlo Colucci kreiert. Produkte mit dieser Bezeichnung wurden von Wilhelm Nägelein seit 1978 angeboten. Zum 30. April 2009 stellte das Unternehmen die Fertigung seiner Kollektionen kurzfristig für den Handel ein. Im Januar 2010 übernahm die Firma Fashiongate Günther Klein aus Köln die weltweiten Markenrechte.
Unter dem Namen Carlo Colucci Uomo vertrieb die Firma Mäurer & Wirtz Duft- und Kosmetikartikel im Fachhandel und diversen Drogerieketten. Ab 2010 entwickelte Carlo Colucci seine Herren und Damen Duftlinie selbst. Produktion und Vertrieb finden seitdem auch wieder im eigenen Haus statt. Die erste Duftlinie hat den Namen DCCLIII, dies steht für das Gründungsjahr Roms und ist eine Hommage an die opulente römische Zeit der Cäsaren.

Werbung für eine Herren Lederjacke von Carlo Colucci - Kollektion 2022

## Stil und Design
In den 1980er und 1990er Jahren, als auch andere neue Marken wie Armani und Versace ihre ersten Kollektionen entwarfen, entstand ein Design mit kontrastierenden Farbkombinationen, dynamischen Mustern und unorthodoxen Oberflächen, das es so bisher noch nicht gegeben hatte. Einige Teile aus dieser Zeit sind begehrte Sammlerstücke. Daher wurden originale Motive ab 2010 wieder aufgelegt. Der Stil wurde um großflächige Drucke, all-over Logo-Prints, auffällige und hervorstehende Nähte mit 3D-Effekt, Gürtel mit großen Schnallen sowie Kleider mit floralen oder Animal Prints erweitert. Kombiniert werden die auffälligen Einzelstücke meist mit Artikeln im Streetwear oder Casual Stil.

## Populärkultur
Carlo-Colucci-Artikel werden von Rappern und Filmstars weltweit getragen und sind in vielen Filmproduktionen zu sehen. In Deutschland ist die Marke besonders in der Musikszene beliebt. Hier wurde COLUCCI in leicht verfremdeter Form in den Titel des Albums Carlo Cokxxx Nutten der Berliner Gangsta Rappers Bushido und Fler aufgenommen. Bushido nahm mit Baba Saad auch das Album Carlo Cokxxx Nutten II sowie mit Fler das Album Carlo Cokxxx Nutten 2 und solo das Album Carlo Cokxxx Nutten III auf. 2019 folgte, in Zusammenarbeit mit Animus, der vierte Teil der CCN Reihe. Auch der Rapper Toni der Assi ist seit Jahren Träger der Marke und hat sie als einer der ersten Rapper beworben. Der Berliner Rapper Said widmete 2014 der Marke einen Track (Carlo Colucci). Der ebenfalls in Berlin lebende Rapper Plusmacher erwähnte die Marke 2015 in seinem Lied Brusthaare. Das 2019 veröffentlichte Album des Rappers Fler trägt den Namen Colucci.
Erwähnungen von Carlo Colucci:
- Bass Sultan Hengzt: „Flashbacks“[6]
- Bushido: „Jeder meiner Freunde“[7]
- Bushido „Kleine Bushidos“[8]
- Eko Fresh: „1000 Bars“[9]
- Bushido: „Sonnenbank Flavour“[10]
- Shindy feat. Haftbefehl und Bushido: „Stress mit Grund“[11]
- Plusmacher: „Brusthaare“[12]
- Fler: „Gegenwart“
- Fler: „Dieser Boy“[13]
- Celo & Abdi: „Duo Numero Uno“[14]
- Miami Yacine: „Designer“[15]
- Gier feat. Tighty: „Carlo Colucci Flow“[16]

## Stricktechnische Besonderheiten
Die Strickpullover mit 3D-Strick können nur zwei Arten von Maschinen herstellen: Zum einen die Maschinen der japanischen Firma Shima Seiki und zum anderen die des deutschen Herstellers Stoll. Der „Strick Designer“ programmiert mit Hilfe spezieller Software das jeweilige Design und stellt die Maschine entsprechend ein. Je mehr Farben, umso komplizierter ist dieser Vorgang. Die Verflechtung der Garne, ihre Überschneidungen und der 3D-Effekt sind kompliziert zu produzieren. Selbst ein erfahrener Strickdesigner benötigt für die Programmierung Tage. Allein um das Vorderteil eines so gestalteten Pullovers zu stricken, benötigen die Maschinen dann nochmals drei bis vier Stunden. Wegen der besonderen Anforderungen werden auch spezielle Garne benötigt. Doch nur sehr wenige Garnhersteller können die verwendeten Multicolor-Garne produzieren, weil das Spinnen des Rohgarns lang dauert und es schwierig ist, auf Vorrat zu produzieren.

## Bildergalerie
